# Purple drank
Purple drank (postoji još mnogo naziva kao što su: sizzurp, lean, syrup, drank, barre, purple jelly, dirty sprite i texas tea) je sleng izraz za rekreativnu drogu koja je popularna u hip hop kulturi na Jugu Sjedinjenih Američkih Država. Droga je nastala u Houstonu, Teksasu. Njen glavni sastojak je jaki sirup protiv kašlja koji sadrži kodein i prometazin. Sirup za kašalj se obično miješa s bezalkoholnim pićima kao što su Sprite i Mountain Dew, te bombonima Jolly Rancher. Ljubičasta nijansa pića dolazi od bojila koja sadrži sirup.

## Povijest
Glazbeni producent DJ Screw iz Houstona, Teksasa popularizirao je drogu, koja se pripisuje kao glavni izvor za nastanak pod žanra hip hopa, chopped and screwed. Izvorni i još aktivni sastojak droge je sirup za kašalj koji sadrži kodein i prometazin. Droga je prvo postala popularna na underground hip hop sceni u Houstonu. Glazbenik Big Hawk je izjavio da se droga konzumirala 1960-ih i 1970-ih, te da se upotreba rasprostranila u ranim 1990-ima. Kasnije se uporaba proširila po cijelom jugu države. Zbog korištenja od strane hip hop umjetnika u Houstonu, postala je još više popularnija 1990-ih godina.
U lipnju 2000. godine, grupa Three 6 Mafia je objavila singl "Sippin' on Some Syrup" na kojem gostuju UGK i Project Pat. Time su pojam "purple drank" iznijeli cijelom svijetu. Njihova pjesma "Rainbow Colors" na kojoj gostuje Lil' Flip odnosi se na konzumiranje droge, dodavanjem bombona Jolly Rancher u šalicu koji stvaraju razne boje. Godine 2004., Sveučilište u Teksasu je otkrilo da je 8.3% učenika koji pohađaju srednje škole koristilo drogu. Drug Enforcement Administration je objavila je da svatko tko koristi drogu može biti uhićen, posebno u Teksasu i na Floridi. Godine 2011. cijena droge je poskupila duplo u Houstonu nego u Los Angelesu.

## Sastojci
Najpoznatija vrsta sirupa s kodeinom je ona s kodeinom i prometazinom, te s receptom za sirup protiv kašlja. Aktivni sastojci su kodein, narkotik i prometazin, antihistaminik. Kada se droga koristi u velikim količinama, lijekovi mogu dovesti do sedacije i promjene razine svijesti. Uključivanjem antihistaminika namijenjeno je smanjenje opasnosti. Uzimanjem većih doza, dolazi do ekstremne somnolencije, kliničke slabosti, i naposljetku do fatalne hipoventilacije (neadekvatno disanje). Uzimanjem manjih doza, antihistaminik izaziva simptome prehlade kroz smanjenje oticanja i vazodilatacije.

## Komercijalni proizvodi
Nekoliko legalnih komercijalnih proizvoda lagano je bazirano na purple dranku, a oni su dostupni u Sjedinjenim Američkim Državama. U lipnju 2008. godine, tvrtka iz Houstona, Teksasa Innovative Beverage Group je objavila piće pod nazivom Drank. Proizvod ne sadrži kodein ili prometazin, ali sadrži kombinaciju biljnih sastojaka kao što su korijenje valerijane, stabljika ruže i hormona melatonina. Slična pića u prodaji nose nazive Purple Stuff, Sippin Syrup i Lean.